# 戴维·托马斯
戴维·托马斯（英語：David Thomas，1927年6月27日—），英国男子曲棍球运动员。他曾代表英国国家队参加1956年夏季奥林匹克运动会曲棍球比赛，结果队伍获得第四名。